# Rt
Rt je skrajni, navadno ozki, skalnati del polotoka ali otoka. Rt običajno predstavlja markantno spremembo v liniji obale. Zaradi neposredne bližine obalne linije so pod vplivom naravnih oblik erozije, predvsem plimovanja. Zaradi tega imajo rti relativno kratko življenjsko geološko dobo.